# Damion Stewart
Damion Delano Stewart (né le 18 août 1980) est un footballeur international jamaïcain. Il joue pour le club de Pahang FA en Malaisie.

## Carrière en club
Le 6 janvier 2012, Damion Stewart est prêté à Notts County jusqu'à la fin de la saison. Le 2 octobre 2012, il signe en faveur de ce même club.

## Palmarès
Harbour View
- Championnat de Jamaïque
  - Vainqueur : 2000
- Coupe de Jamaïque
  - Vainqueur : 2001, 2002

Équipe de Jamaïque
- CFU Club Championship
  - Vainqueur : 2004